# Списак античких писаца
- Апулеј
- Аристид
- Плиније
- Страбон
- Тацит
- Тукидид
- Лактанције
- Јевсевије из Цезареје
- Сократ Схоластик
- Созомен
- Аристотел
- Диодор
- Ефор
- Хорације
- Херодот
- Сапфа
- Овидије
- Диофант
- Хипарх са Родоса
- Талес из Милета
- Плиније Млађи
- Плиније Старији
- Питагора
- Анаксагора
- Анахарсид
- Архимед
- Јуније Јустин
- Тертулијан
- Апел
- Аристомаха
- Миртида
- Корина
- Кекроп
- Лин
- Симонид са Кеја
- Демарт из Коринта
- Еуандар
- Лактанције
- Сосиген
- Ератостен